# Prawo wzajemności reszt kwadratowych

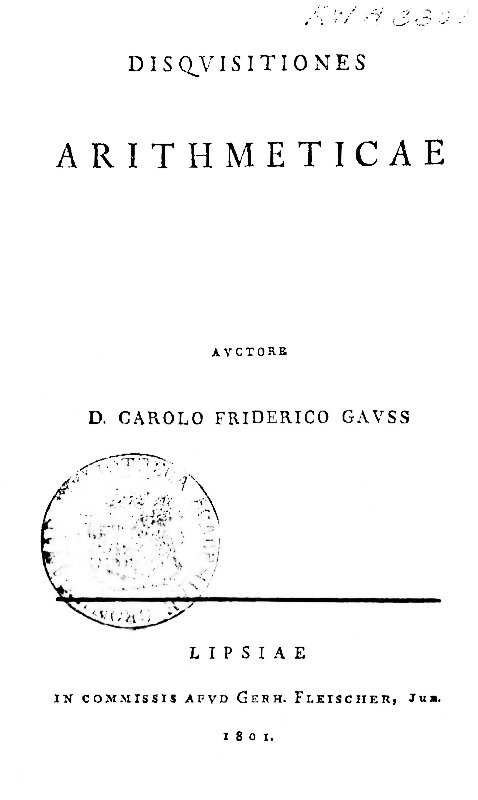
W części IV podręcznika Disquisitiones Arithmeticae opublikowanego w 1801 roku Gauss przedstawił dowód prawa wzajemności reszt kwadratowych.

Prawo wzajemności reszt kwadratowych – twierdzenie teorii liczb, które pozwala rozstrzygnąć, czy dana kongruencja stopnia 2 ma rozwiązanie. Prawo wzajemności reszt kwadratowych udowodnił Gauss, choć jego prawdziwość podejrzewali już Euler i Legendre.

## Twierdzenie
Niech {\displaystyle p} i {\displaystyle q} będą dwiema różnymi, nieparzystymi liczbami pierwszymi. Wynika stąd natychmiast, że {\displaystyle p} i {\displaystyle q} przystają modulo 4 albo do 1, albo do 3 – jeśli choć jedna z tych liczb przystaje do 1 modulo 4, to kongruencja
{\displaystyle x^{2}\equiv p\ (\mathrm {mod} \ q)}
ma rozwiązanie {\displaystyle x} wtedy i tylko wtedy, gdy kongruencja
{\displaystyle y^{2}\equiv q\ (\mathrm {mod} \ p)}
ma rozwiązanie {\displaystyle y;} na ogół rozwiązania te będą różne. Jeśli natomiast obie liczby {\displaystyle p} i {\displaystyle q} przystają do 3 modulo 4, to kongruencja
{\displaystyle x^{2}\equiv p\ (\mathrm {mod} \ q)}
ma rozwiązanie {\displaystyle x} wtedy i tylko wtedy, gdy kongruencja
{\displaystyle y^{2}\equiv q\ (\mathrm {mod} \ p)}
nie ma rozwiązania {\displaystyle y.}
Korzystając z symbolu Legendre’a,
{\displaystyle \left({\tfrac {p}{q}}\right)=1} jeśli {\displaystyle p} jest resztą kwadratową modulo {\displaystyle q} i {\displaystyle -1} w przeciwnym wypadku,
oba stwierdzenia można zapisać następująco:
{\displaystyle \left({\tfrac {p}{q}}\right)\left({\tfrac {q}{p}}\right)=(-1)^{\frac {(p-1)(q-1)}{4}}.}
Ponieważ {\displaystyle {\tfrac {(p-1)(q-1)}{4}}} jest parzyste jeśli któraś z liczb {\displaystyle p} lub {\displaystyle q} przystaje do 1 modulo 4, i nieparzyste wtedy i tylko wtedy, gdy obie liczby {\displaystyle p} i {\displaystyle q} przystają do 3 modulo 4, {\displaystyle \left({\tfrac {p}{q}}\right)\left({\tfrac {q}{p}}\right)} jest równe 1 jeśli któraś z liczb {\displaystyle p} lub {\displaystyle q} przystaje do 1 modulo 4 i –1 jeśli obie liczby {\displaystyle p} i {\displaystyle q} przystają do 3 modulo 4.
Znanych jest co najmniej 246 różnych dowodów prawa wzajemności reszt kwadratowych.